# تايلر جاي
تايلر جاي (بالإنجليزية: Tyler Jay)‏ هو لاعب كرة قاعدة أمريكي، ولد في 19 أبريل 1994 في ليمونت في الولايات المتحدة.

## وصلات خارجية
- تايلر جاي على موقعبيزبول رفرنس.كوم (الدوري الثانوي) (الإنجليزية)